# UEFA 유로 2016 B조

다음은 UEFA 유로 2016 조별 리그 B조 경기 결과이다.

## 순위
| 팀         | 경기 | 승 | 무 | 패 | 득 | 실 | 차 | 승점 |
| ---------- | ---- | -- | -- | -- | -- | -- | -- | ---- |
| 웨일스     | 3    | 2  | 0  | 1  | 6  | 3  | +3 | 6    |
| 잉글랜드   | 3    | 1  | 2  | 0  | 3  | 2  | +1 | 5    |
| 슬로바키아 | 3    | 1  | 1  | 1  | 3  | 3  | 0  | 4    |
| 러시아     | 3    | 0  | 1  | 2  | 2  | 6  | −4 | 1    |

## 경기

### 웨일스 vs 슬로바키아
| 웨일스                  | 2 – 1  | 슬로바키아 |
| ----------------------- | ------ | ---------- |
| 베일 10′ · 롭슨카누 81′ | 리포트 | 두다 61′   |

### 잉글랜드 vs 러시아
| 잉글랜드   | 1 – 1  | 러시아              |
| ---------- | ------ | ------------------- |
| 다이어 73′ | 리포트 | V. 베레주츠키 90+2′ |

### 러시아 vs 슬로바키아
| 러시아         | 1 – 2  | 슬로바키아              |
| -------------- | ------ | ----------------------- |
| 글루샤코프 80′ | 리포트 | 베이스 32′ · 함시크 45′ |

### 잉글랜드 vs 웨일스
| 잉글랜드                  | 2 – 1  | 웨일스   |
| ------------------------- | ------ | -------- |
| 바디 56′ · 스터리지 90+2′ | 리포트 | 베일 42′ |

### 러시아 vs 웨일스
| 러시아 | 0 – 3  | 웨일스                           |
| ------ | ------ | -------------------------------- |
|        | 리포트 | 램지 11′ · 테일러 20′ · 베일 67′ |

### 슬로바키아 vs 잉글랜드
| 슬로바키아 | 0 – 0  | 잉글랜드 |
| ---------- | ------ | -------- |
|            | 리포트 |          |

## 득점 선수
3골
- 가레스 베일

1골
- 에릭 다이어
- 제이미 바디
- 대니얼 스터리지
- 바실리 베레주츠키
- 데니스 글루샤코프
- 핼 롭슨카누
- 에런 램지
- 닐 테일러
- 온드레이 두다
- 블라디미르 베이스
- 마레크 함시크

## 기타 기록
- 웨일스는 본선에 처음으로 진출했는데 조 1위로 16강에 진출했다. 이런 일은 대회에서는 드문 일이다.
- 웨일스의 리더 가레스 베일은 조별리그 3경기 모두 1골씩 넣었다.
- 슬로바키아는 1승 1무 1패로 16강에 진출했다. 지난 월드컵에서 6년 전 월드컵에서  대한민국과 2년 전 월드컵에서  알제리가 1승 1무 1패로 16강에 진출했으며, 유럽 축구 대회에서는 최초이다.
- 러시아는 2년 전에 월드컵에서 조 3위로 조별 리그 탈락한 것에 이어 다시 이번 대회에서 조별 리그에서 탈락했다.
- 잉글랜드는 이번 조별리그에서 무승부 경기가 2경기가 있었다.
- 조추첨에서  영국 출신 두 팀,  잉글랜드와  웨일스가 같은 B조에서 만나게 되었다.